# Friedrich August Wolf

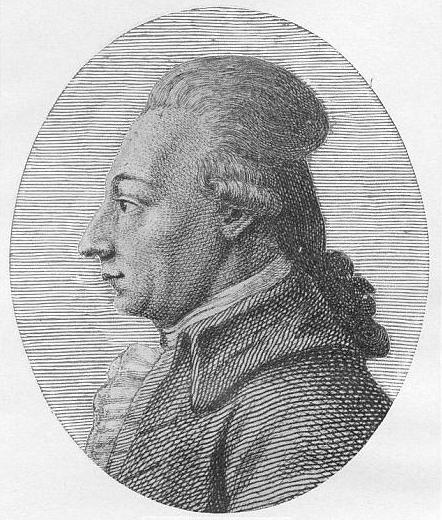
Friedrich August Wolf

Friedrich August Wolf, född 15 februari 1759 i Hainrode, död 8 augusti 1824 i Marseille, var en tysk filolog och antikvetare.

## Liv
Friedrich August Wolf gick i skolan i Nordhausen. Från 1777 studerade han klassisk filologi i Göttingen och blev 1779 lärare i Ilfeld. Från 1782 var han rektor för skolan i Osterode, sedan från 1783 professor i filosofi och pedagogik i Halle. Efter att Napoleon I hade stängt universitetet i Halle blev han 1807 medlem av vetenskapsakademin i Berlin, dit han flyttade. I april 1824 reste han till Frankrike, där han avled.

## Verk
Wolfs huvudarbete är hans verk från 1795 "Prolegomena ad Homerum", där han kritiskt undersökte uppkomsten av Homeros verk ("den homeriska frågan") och ifrågasatte om Homeros var den ende författaren. 

### Verk
- Friedrich August Wolf: Antiquitäten von Griechenland. Hammerde, Halle 1787.
- Friedrich August Wolf: Darstellung der Alterthums-Wissenschaft. Berlin 1807. (Nachdr. Acta Humaniora. Weinheim 1986) ISBN 3-527-17552-0
- Friedrich August Wolf: Encyclopädie der Philologie. Expedition d. Europ. Aufsehers, Leipzig 1831
- Friedrich August Wolf: Kleine Schriften in lateinischer und deutscher Sprache. Olms, Hildesheim 2003 
  - Bd. 1. Scripta latina. ISBN 3-487-12033-X
  - Bd. 2. Deutsche Aufsätze. ISBN 3-487-12034-8
- Friedrich August Wolf: Prolegomena to Homer. 1795. Reclam, Leipzig [1908] (dt.)
- Friedrich August Wolf: Prolegomena to Homer. 1795. Princeton Univ. Press, Princeton, N.J. 1988. (engl.) ISBN 0-691-10247-3

### Sekundärlitteratur
- Salvatore Cerasuolo (utgivare): Friedrich August Wolf e la scienza dell'antichità. Univ., Neapel 1997.
- Otto Kern: Friedrich August Wolf. Niemeyer, Halle 1924.